# Gil Garcetti
Pour les articles homonymes, voir Garcetti.
Gil Garcetti (né le 5 août 1941 à Los Angeles en Californie)  est le 40e procureur du comté de Los Angeles. Il occupe cette position pendant deux mandats consécutifs, de 1992 à 2000. Il est également le père de l'ancien maire de Los Angeles Eric Garcetti.

## Biographie

### Procureur du comté de Los Angeles
À la fin de ses études à l'université de Californie à Los Angeles, Gil Garcetti entre dans le bureau du procureur et pendant plus de deux décennies évolue à différentes positions comme procureur pour finalement être le premier adjoint d'Ira Reiner, la procureure de district du comté de Los Angeles de 1984 à 1992. En 1992, Reiner ne souhaite pas se présenter pour un troisième mandat et laisse sa place à Garcetti qui l'emporte. 
Le premier mandat de Garcetti est marqué par les conséquences de l'affaire Rodney King et des émeutes de 1992 à Los Angeles mais surtout par l'affaire O. J. Simpson dont le très coûteux procès se conclut sur un verdict non coupable le 3 octobre 1995. Malgré cet échec, Gil Garcetti est réélu l'année suivante en battant son opposant John Lynch. Son deuxième mandat est marqué par le scandale Rampart qui contribue à sa défaite en fin de mandat.

### Homme politique
En 2002, Garcetti est nommé par Alex Padilla à la commission d'éthique de la ville de Los Angeles pour un mandat de 5 ans. En 2010, il tente d'introduire les vélos en libre service dans la ville. Il laisse la politique de côté pour se tourner vers la photographie.